# Оттенбах (Баден-Вюртемберг)
Оттенбах (нім. Ottenbach) — громада в Німеччині, знаходиться в землі Баден-Вюртемберг. Підпорядковується адміністративному округу Штутгарт. Входить до складу району Геппінген.
Площа — 11,90 км2. Населення становить 2461 ос. (станом на 31 грудня 2020).